# Eclissi solare del 12 ottobre 1958
L'eclissi solare del 12 ottobre 1958, di tipo totale, è un evento astronomico che ha avuto luogo il suddetto giorno attorno alle ore 20:55 UTC. La durata della fase massima dell'eclissi è stata di 5 minuti e 11 secondi e l'ombra lunare sulla superficie terrestre raggiunse una larghezza di 209 km. Il punto con la massima totalità è avvenuto in mare, lontano da qualsiasi terra emersa.
L'eclissi del 12 ottobre 1958 divenne la seconda eclissi solare nel 1958 e la 135ª nel XX secolo. La precedente eclissi solare si era verificata il 19 aprile 1958, la seguente l'8 aprile 1959.
L'eclissi solare totale è passata attraverso Tokelau, le isole Cook, la Polinesia francese, il Cile e l'Argentina, mentre l'eclissi solare parziale ha coperto una vasta area su entrambi i lati del Pacifico centrale e meridionale.

## Percorso e visibilità
L'evento si è manifestato all'alba locale del 13 ottobre sulla superficie dell'oceano Pacifico occidentale circa 330 chilometri a sud-est dell'atollo di Kapin Amarangi. In seguito l'ombra lunare si è spostata a sud-est, coprendo Tokelau e ulteriori tre atolli della Nuova Zelanda. Dopo aver attraversato la linea internazionale del cambio di data, ha coperto le isole Cook e alcune isole della Polinesia francese, circa 310 chilometri a sud-ovest dell'atollo di Tematangi, dove è stato raggiunto il punto massimo (centrale) di eclissi. Successivamente, l'ombra si è gradualmente spostata verso est, terminando in Sud America e passando dal Cile ed infine nella provincia di San Luis, in Argentina, al tramonto del 12 ottobre.

## Eclissi correlate

### Eclissi solari 1957 - 1960
Questa eclissi è un membro di una serie semestrale. Un'eclissi in una serie semestrale di eclissi solari si ripete approssimativamente ogni 177 giorni e 4 ore (un semestre) in nodi alternati dell'orbita della Luna.

### Ciclo di Saros 133
L'evento fa parte del ciclo di Saros 133, che si ripete ogni 18 anni, 11 giorni, contiene 72 eventi. La serie è iniziata con un'eclissi solare parziale il 13 luglio 1219. Contiene eclissi anulari dal 20 novembre 1435 al 13 gennaio 1526, con un'eclissi ibrida il 24 gennaio 1544. Comprende eclissi totali dal 3 febbraio 1562, fino al 21 giugno 2373. La serie termina al membro 72 con un'eclissi parziale il 5 settembre 2499. La durata più lunga della totalità è stata di 6 minuti e 49 secondi il 7 agosto 1850. Le eclissi totali di questo ciclo di Saros divengono sempre più brevi e si manifestano sempre più a sud con ogni iterazione. Tutte le eclissi di questa serie si verificano nel nodo ascendente della Luna.